# Dariusz Kamys
Dariusz Stanisław Kamys, ps. „Kamol” (ur. 4 maja 1963 w Łaszczowie) – polski aktor kabaretowy, reżyser i autor tekstów.
Opiekun Zielonogórskiego Zagłębia Kabaretowego. W latach 80. kierownik klubu Gęba w Zielonej Górze, w którym powołał do życia kabaret Potem. Od 2002 r. aktor kabaretu Hrabi. Twórca i reżyser improwizowanej serii kabaretowej Spadkobiercy.

## Życiorys
Syn kolejarza oraz ekspedientki i działaczki społecznej, Ireny. Ma starszą siostrę. Urodził się w Łaszczowie, niedługo po narodzinach przeprowadził się z rodziną do Suchego Dębu, gdzie w latach 1970–1978 uczęszczał do szkoły podstawowej. Przeniósł się z rodziną do Lubina, gdzie ukończył liceum zawodowe w Zespole Szkół Górniczych Następnie został absolwentem pedagogiki kulturalno-oświatowej w Wyższej Szkole Pedagogicznej im. Tadeusza Kotarbińskiego w Zielonej Górze.
W 1984 r. z Krzysztofem Langerem założył kabaret Potem, w którym występował do zakończenia jego działalności w 1999 r. Opiekował się kabaretami Formacji Zaś (Drugi Garnitur, Barszcz z krokietem i Żżżżż) oraz Imperium Trrrt (kabaret Ciach). Jest autorem filmów spod szyldu środowiskowej wytwórni A’Yoy.
W 1993 r. stworzył improwizowaną serię kabaretową Spadkobiercy, której został reżyserem. W latach 1999–2003 z Grzegorzem Halamą tworzył Kabaret HiFi. Zimą 2002 r. założył kabaret Hrabi, w którym od tamtej pory występuje.
Od 2005 r. jest opiekunem Teatru Wielkiego w Cigacicach, amatorskiej grupy kabaretowej, z którą wystawił kilkanaście wyreżyserowanych przez siebie spektakli.

## Życie prywatne
Żonaty z Agnieszką, siostrą Joanny Kołaczkowskiej. Mają dwoje adoptowanych dzieci: Paulinę i Stanisława. Mieszkali w Cigacicach, następnie przeprowadzili się do Górzykowa.
Angażuje się w liczne akcje społeczne, współpracuje m.in. z organizacją Caritas. Deklaruje się jako chrześcijanin.
Poza działalnością estradową hobbistycznie zajmuje się malarstwem.

## Filmografia
- 1997: Robin Hood – czwarta strzała jako narrator (dodatkowo scenografia, kostiumy)
- 2002: Nakręceni jako Karol
- 2003: Baśń o ludziach stąd jako celnik

### Filmy krótkometrażowe
- W obronie kobiety
- Swojskie karate
- Emmanuelle IV

## Dyskografia
- 1991 – Raz, Dwa, Trzy: Jestem Polakiem – harmonijka ustna
- 1993 – Raz, Dwa, Trzy: To ja – harmonijka ustna

## Odznaczenia
- Odznaka Honorowa za Zasługi dla Województwa Lubuskiego – 2014[19]